# Corriol caragrís
El corriol caragrís (Charadrius modestus) és una espècie d'ocell de la família dels caràdrids (Charadriidae) que habita costes i praderies humides del sud de Xile i de l'Argentina.